# Digital Audio Tape

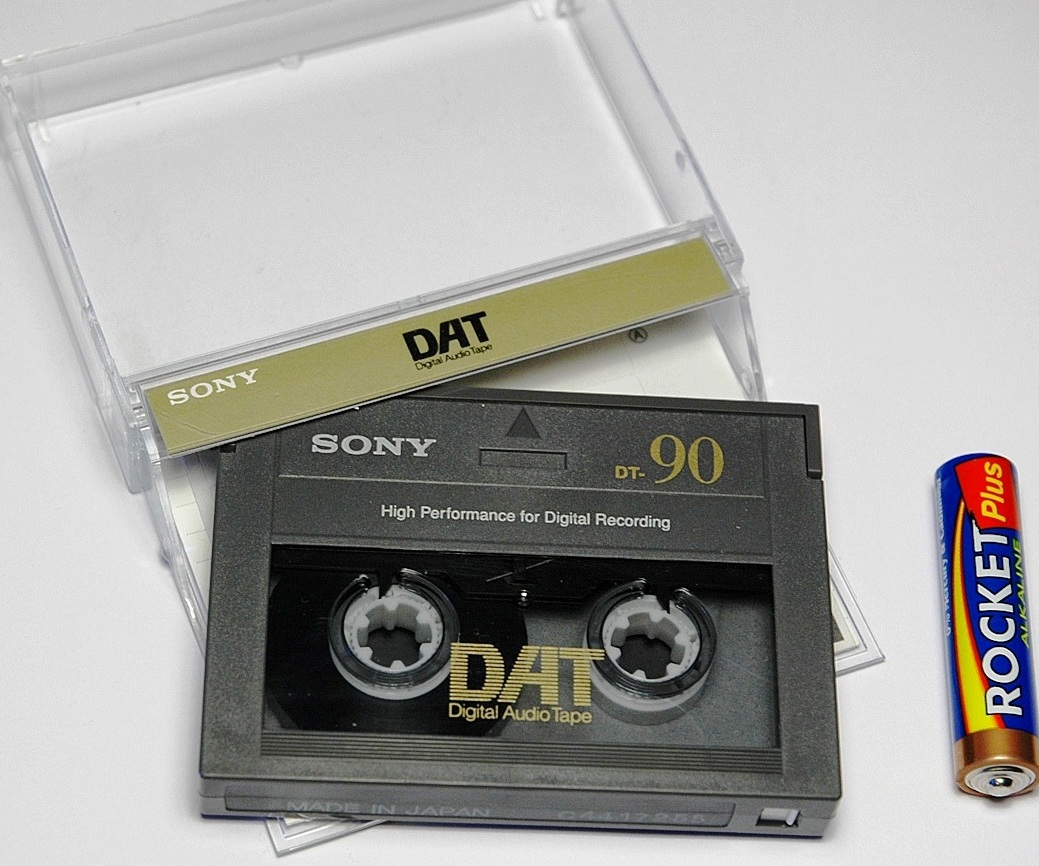
Un DAT da 90 minuti confrontato con una pila AAA (LR03)

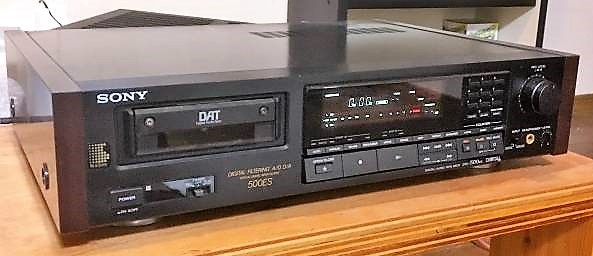
SONY DTC-500ES

Il Digital Audio Tape (abbreviato in DAT) è un supporto per la registrazione e riproduzione audio, introdotto sul mercato da Sony nel 1987. Sebbene fosse inteso come sostituto delle audiocassette, il formato non fu mai ampiamente adottato dai consumatori a causa del suo elevato costo, nonché delle preoccupazioni dell'industria musicale per le eventuali copie non autorizzate di alta qualità. Anche se pensato per il campo musicale, ebbe un certo successo in quello informatico per realizzare backup.

## Caratteristiche
Il supporto DAT è in apparenza simile a una musicassetta e utilizza un nastro magnetico da 1/8" protetto da un'analoga copertura, le dimensioni tuttavia sono circa la metà, ovvero 73 mm × 54 mm × 10,5 mm. Come suggerisce il nome, la registrazione non è analogica ma digitale. Il DAT registra a una frequenza di campionamento di 96, 48, 44.1 o 32 kHz a 16 bit di quantizzazione e senza compressione audio digitale. I DAT avevano originariamente una durata variabile tra 15 e 240 minuti, la lunghezza del nastro di un DAT di 120 minuti è di circa 60 metri, potevano essere archiviati fino a circa 80 Gb di dati, e con le moderne tecniche di compressione usate con formati audio performanti (non esistenti all’epoca), potrebbero oggi contenere anche oltre 6mila minuti (100 ore) di registrazioni audio.

## Utilizzo
Il DAT era utilizzato nel broadcasting audio e nelle registrazioni professionali dal vivo. Era anche utilizzato nella masterizzazione in campo musicale amatoriale ma commercialmente fu un flop: in parte perché costoso, in parte per la facilità con cui permetteva la duplicazione di materiale audio, minando il mercato discografico e relativa tutela del copyright. Nessuna casa discografica si accollò quindi il rischio di promozioni che incentivassero i consumatori all'adozione di questo standard, il DAT rimase perciò relegato all'area professionale, soprattutto in ambito editoriale. Fu invece più utilizzato nel campo informatico (nel formato Digital Data Storage), grazie alla sua capienza, soprattutto per realizzare copie di sicurezza o archiviare file di grandi dimensioni (grafica, animazioni, ecc.), per essere infine soppiantato dalla diffusione del masterizzatore CD e successivi supporti di registrazione.

## Dismissione
Nel 1995 Sony ha introdotto sul mercato il suo ultimo modello di DAT, il Walkman TCD-D100 e ha continuato a produrlo fino a novembre del 2005. Il mese successivo ha interrotto la produzione di dispositivi DAT, ha però continuato a produrre nastri DAT vergini fino al 2015, cessando poi la loro produzione alla fine dello stesso anno.